# Marcelino (televíziós sorozat, 2001)
A Marcelino (eredeti cím: Marcelino Pan y Vino) 2001-től 2010-ig vetített francia–spanyol–japán televíziós rajzfilmsorozat, amely José María Sánchez Silva drámája nyomán készült. Franciaországban az első évadot 2001-ben, a második évadot 2004-ben, a harmadik évadot 2010-ben a TF1 adta. Magyarországon magyar szinkronnal 2004-ben az 1. évadot a TV2 vetítette, 2003–2004 között az 1. évadot, és 2005–2006 között pedig a 2. évadot a Minimax sugározta, 2014-től már az M2 tűzte műsorára.

## Ismertető
Él egy csodálatos legenda, miszerint minden ezredik holddal születik egy gyermek, aki egészen különleges képességekkel rendelkezik. Ő az a csodálatos kisfiú, aki beszél az állatok nyelvén, és minden alkalmat megragad, hogy segítse őket. Megtudhatjuk, hogyan sikerül kiszabadulnia Marcelinónak a könyvtár titkos alagút-rendszeréből, mely a monostor alatt található. Marcelino felcseperedett, már nem az a picike pólyás baba, akit hat évvel ezelőtt a monostor előtt hagytak egy hideg, fagyos téli estén. Bizony elérkezett az iskolakezdés ideje. Vajon hogyan birkózik meg a szokatlan környezettel és új társaival? A sorozat egyik 
epizódjából az is kiderül, hogy Marcelino legtitkosabb vágya nem más, mint egy bicikli. Vajon teljesül az álma, és megkapja áhított kétkerekű járművét? Lesz itt kémiai kísérlet, hiszen főhősünk rajong a tudományért, aztán strucctojás, kinek lakója hamar bebizonyítja számunkra, hogy gyorsabb a lovaknál, ha hátán Marcelino diktálja a tempót. A kalandok továbbra sem kerülik el a monostort és környékét, de legfőképpen Marcelinot.

## Magyar hangok
- Marcelino – Pálmai Szabolcs (1–2. évadban), Pál Dániel Máté (2. évad, 2. szinkron)
- Candela – Vadász Bea (1–2. évadban), Tamási Nikolett (2. évad, 2. szinkron)
- Krisztusszobor – Varga T. József
- Don Diego szelleme – Csuja Imre
- Házfőnök testvér (keresztneve Alfonzó) – Izsóf Vilmos (1. évadban), Versényi László (2. évad 1. szinkron), Szélyes Imre (2. évad, 2. szinkron)
- Papa Testvér (keresztneve André) – Kardos Gábor (1–2. évadban), Elek Ferenc (2. évad, 2. szinkron)
- Közmondás testvér (keresztneve Lorenzo) – Horkai János (1–2. évadban), Varga Tamás (2. évad, 2. szinkron)
- Madár testvér (keresztneve Bernardino) – Rosta Sándor (1. évad), Bácskai János (2. évad, 1. szinkron), Katona Zoltán (2. évad, 2. szinkron)
- Bim-Bam testvér (keresztneve Tomás) – Kiss Gábor (1–2. évadban), ? (2. évad, 2. szinkron)
- A nagyherceg – Gyurity István, Kapácsy Miklós (1–2. évadban), Bardóczy Attila (2. évad, 2. szinkron)
- Piero, az inas – Pipó László
- Csütörtök, a varázsló – Németh Gábor (1. évadban), Cserna Antal (2. évad, 1. szinkron)
- Uro, a bandavezér – F. Nagy Zoltán (1. évad), Faragó András (2. évad, 1. szinkron), Bolla Róbert, Koncz István (2. évad, 2. szinkron)
- Casio, a favágó – Faragó András
- Doktor Mateo – Versényi László (1. évadban), Seder Gábor (2. évad, 1. szinkron), Galkó Balázs (2. évad, 2. szinkron)
- Jonas Kapitány – Bolla Róbert (1. évadban), Lázár Sándor (2. évad, 1. szinkron), Schneider Zoltán (2. évad, 2. szinkron)
- Marina hercegkisasszony – Törtei Tünde (1. évadban), ? (2. évad, 1. szinkron), Csifó Dorina (2. évad, 2. szinkron)
- Maria – ?
- Izabel – ?
- Sylvia Morris kisasszony – Mics Ildikó (1. évadban), Szórádi Erika (2. évad, 2. szinkron)
- Angelina, Marcelino édesanyja – Németh Kriszta
- Annabella – ?
- Angelika – ?
- Atália – Németh Kriszta
- Leó (kutya) – Imre István (1–2. évadban), Melis Gábor (2. évad, 2. szinkron)
- Gizella (kecske) – Grúber Zita (1–2. évad), F. Nagy Erika (2. évad, 2. szinkron)
- Gólyácska (gólya) – Németh Kriszta (1–2. évad)
- Csirip / Tata (madár): Kiss Virág (1–2. évadban), Mezei Kitty (2. évad, 2. szinkron)
- Kiko (kakas) – ? (1–2. évadban), Galbenisz Tomasz (2. évad, 2. szinkron)
- Rufo (róka) – Fekete Zoltán (1. évadban / 2. évad, 2. szinkron), Kossuth Gábor (2. évad, 1. szinkron)
- Lola (hóbagoly) – Bókai Mária (1. évadban), Zsolnai Júlia (2. évad, 2. szinkron)
- Veleto (szarvas) – Faragó András, Seder Gábor
- Iván (vaddisznó) – Bolla Róbert, Faragó András
- Hód – Kossuth Gábor, Bartucz Attila
- Nyúl – Szokol Péter
- További magyar hangok (1. évadban): Albert Péter, Bókai Mária, Bolla Róbert, F. Nagy Zoltán, Faragó András, Kapácsy Miklós, Kossuth Gábor, Pipó László, Szokol Péter, Varga T. József
- További magyar hangok (2. évad, 1. szinkron): Jelinek Márk, Papucsek Vilmos, Seder Gábor
- További magyar hangok (2. évad, 2. szinkron): Albert Péter, Baráth István, Bácskai János, Berkes Bence, Bogdán Gergő, Boldog Gábor, Bolla Róbert, Császár András, Csuha Lajos, Élő Balázs, F. Nagy Eszter, Faragó András, Galbenisz Tomasz, Garamszegi Gábor, Grúber Zita, Gubányi György István, Hamvas Dániel, Kiss Erika, Koncz István, Mikula Sándor, Molnár Levente, Nádasi Veronika, Penke Bence, Seder Gábor, Simon Aladár, Stukovszky Tamás, Szalay Csongor, Szokol Péter, Takátsy Péter, Végh Ferenc, Vida Péter, Vincze Gábor Péter

## Epizódok

### 1. évad (2000)
1. Az otthon (Le foyer)
2. Az afrikai légy (La mouche africaine)
3. A herceg ebédje (Le petit déjeuner du Duc)
4. Az erdő királya (Le roi de la forêt)
5. Az aranytojást tojó tyúk (La poule aux œufs d'or)
6. A hercegkisasszony (La petite Duchesse)
7. Egy igazi úriember (Un vrai gentleman)
8. A nagy vadászat (La grande chasse)
9. Az állatok lázadása (La révolte des animaux)
10. Egy rendkívüli nap (Un jour pas comme les autres)
11. Az akrobata (L'acrobate)
12. Csütörtök (Jeudi)
13. Az a csodálatos gyermekkor (Tous des enfants)
14. A varázsló órája (La montre du magicien)
15. Casio, a favágó (Casio, le bûcheron)
16. Doktor Mateo (Le Docteur Matéo)
17. Csapdák az erdőben (Piège dans la forêt)
18. Irén (La poule Irène)
19. Furcsa méretek (Une question de taille)
20. A hőlégballon (Le ballon)
21. A földalatti világ (Le monde des ténèbres)
22. Barátom, a szellem (Mon ami le fantôme)
23. Az óceán (La mer)
24. A lakatlan sziget (L'île déserte)
25. Az ezredik hold gyermeke (L'enfant des mille lunes)
26. Marcelino születésnapja (Une journée très spéciale)

### 2. évad (2004)
1. Marcelino visszatér (Retour à la vie)
2. A cigány boszorka (La visite des Gitans)
3. A komisz unokaöcs (Le neveu infernal)
4. Mennyei méz (Le miel providentiel)
5. Amikor felnövök (Marcelino contre attaque)
6. Ellentámadás (Piero ou Veleto)
7. A várva várt előadás (Le spectacle tourne mal)
8. Marcelino iskolába megy (Dure école)
9. Agancs nélkül (Un heureux événement)
10. Örömteli esemény (Quand je serai grand)
11. A meteorit éjszakája (L'effroyable déluge)
12. A veszett kutya (Les cousins du bout du monde)
13. Kincsvadászat (Ampoules et courbatures)
14. Kemény kereset (?)
15. Az árvíz (?)
16. Távoli rokonok (?)
17. Az áruló (?)
18. A láthatatlan ember (?)
19. A herceg bikaviadala (?)
20. Húsvéti meglepetés (?)
21. A verebek (?)
22. Athalia (?)
23. Ines, a buta liba (?)
24. A fakír kígyója (?)
25. Veszélyes játékok (?)
26. A műsornak folytatódnia kell (?)

### 3. évad (2010)
1. ? (Le mystérieux saccage)
2. ? (Charitable Marcelino)
3. ? (La petite fouine)
4. ? (Dauphins et requin)
5. ? (Le golf)
6. ? (Les âmes captives)
7. ? (La Pie Pipelette)
8. ? (Un goût de Niglou)
9. ? (Un réveillon pour tous)
10. ? (Le traineau)
11. ? (Vive la liberté)
12. ? (Le chien qui parlait avec ses oreilles)
13. ? (La preuve par l’image)
14. ? (Chasseur de sable)
15. ? (Marcelino berger)
16. ? (Les aiglons)
17. ? (Prise de bec)
18. ? (Gros poissons, menus fretins)
19. ? (Amour, quand tu nous tiens)
20. ? (La petite souris)
21. ? (La mouette)
22. ? (L’indomptable labrador)
23. ? (Le Prince et les grenouilles)
24. ? (Akatana)
25. ? (L’impitoyable traversée)
26. ? (New York : Quel cirque !)